# Keikyū série 600
La série 600 (600形, 600-gata) est un type de rames automotrices électriques exploité par la Keikyū pour les services de banlieue et périurbains dans la région sud de Tokyo depuis la fin des années 1990.

## Aperçu
La série 600 (3e génération) est le successeur direct de la série 1500, elle-même successeur de la série 1000 (1re génération). De 1994 à 1996, 88 voitures ont été fabriquées, formant 8 rames de 8 voitures et 6 rames de 4 voitures.
Dotée de sièges transversaux, une caractéristique rare pour les trains de banlieue japonais, la série 600 était équipée à l’origine de strapontins sur les plates-formes pour concilier capacité en heures de pointe et confort en heures creuses. À l’époque, d’autres compagnies ferroviaires de la région du Kantō introduisaient des trains à portes multiples et de grandes dimensions pour optimiser les flux en heures de pointe. Keikyū, en collaborant avec d’autres exploitants, a adopté une approche différente avec les strapontins. Ces derniers ont toutefois été retirés ultérieurement pour améliorer l’efficacité en période de forte affluence.

## Description

### Extérieur
La caisse est en alliage d’aluminium, renforcée par un blindage à l’avant pour protéger contre les collisions. Une jupe de protection aux extrémités sert à écarter la neige en hiver et autres obstacles tout au long de l’année, tout en prévenant l’encastrement sous la caisse.
Les trains de la Keikyū se distinguent par une livrée rouge vif sur la majorité de la rame, avec une bande blanche ou crème au niveau des fenêtres, les rendant facilement reconnaissables dans l’environnement urbain. Malgré une forte fréquentation et un usage principalement suburbain, les rames possèdent 3 portes par face au lieu de 4, contrairement à la norme pour ce type de service.

### Intérieur
Contrairement à la majorité des trains de banlieue japonais, la série 600 est équipée de sièges transversaux sur l’ensemble de la rame, et non de banquettes longitudinales. L’intérieur est clair, avec un plafond et des murs blancs ou gris clair, un sol gris, et des sièges bleu clair et rouges.

## Rénovation
En 2004, des modifications ont été apportées, notamment le remplacement des tissus usés des sièges et un léger agrandissement de leur taille. Des afficheurs d’information à LED ont été installés au-dessus des portes.
En 2009, une nouvelle vague de modernisation a inclus :
- Remplacement de la jupe avant ;
- Installation de deux écrans LCD de 17 pouces au-dessus de chaque porte ;
- Remplacement du plancher ;
- Adoption d’un éclairage intérieur à LED ;
- Installation de girouettes latérales à LED.

## Exploitation
Les rames de 8 voitures opèrent principalement sur la ligne principale Keikyū pour les trajets pendulaires, mais elles sont également utilisées en interconnexion avec la ligne Asakusa du métro de Tokyo et la ligne principale Keisei jusqu’à l’Aéroport international de Narita.
Les rames de 4 voitures circulent généralement sur les branches après Yokohama, en tant que trains réguliers, ou sont couplées à des rames de 8 voitures pour former des compositions de 12 voitures, nécessaires aux heures de pointe.

## Galerie photos

### Extérieur

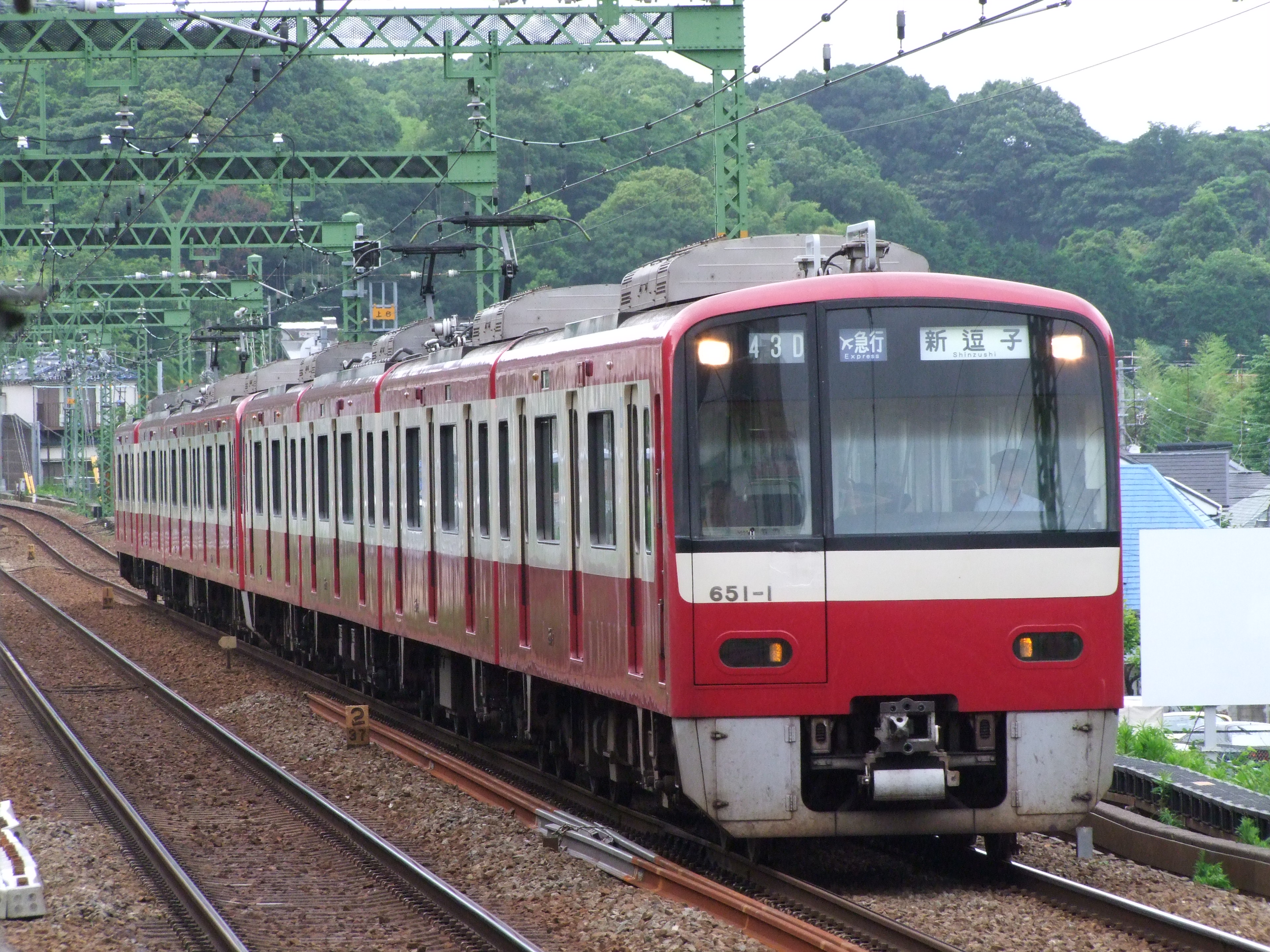
La rame 651 pour l’Airport Express
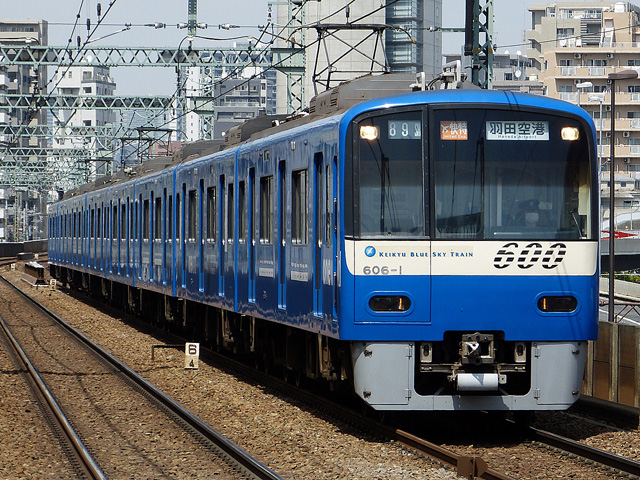
Série 600 avec la livrée Blue Sky
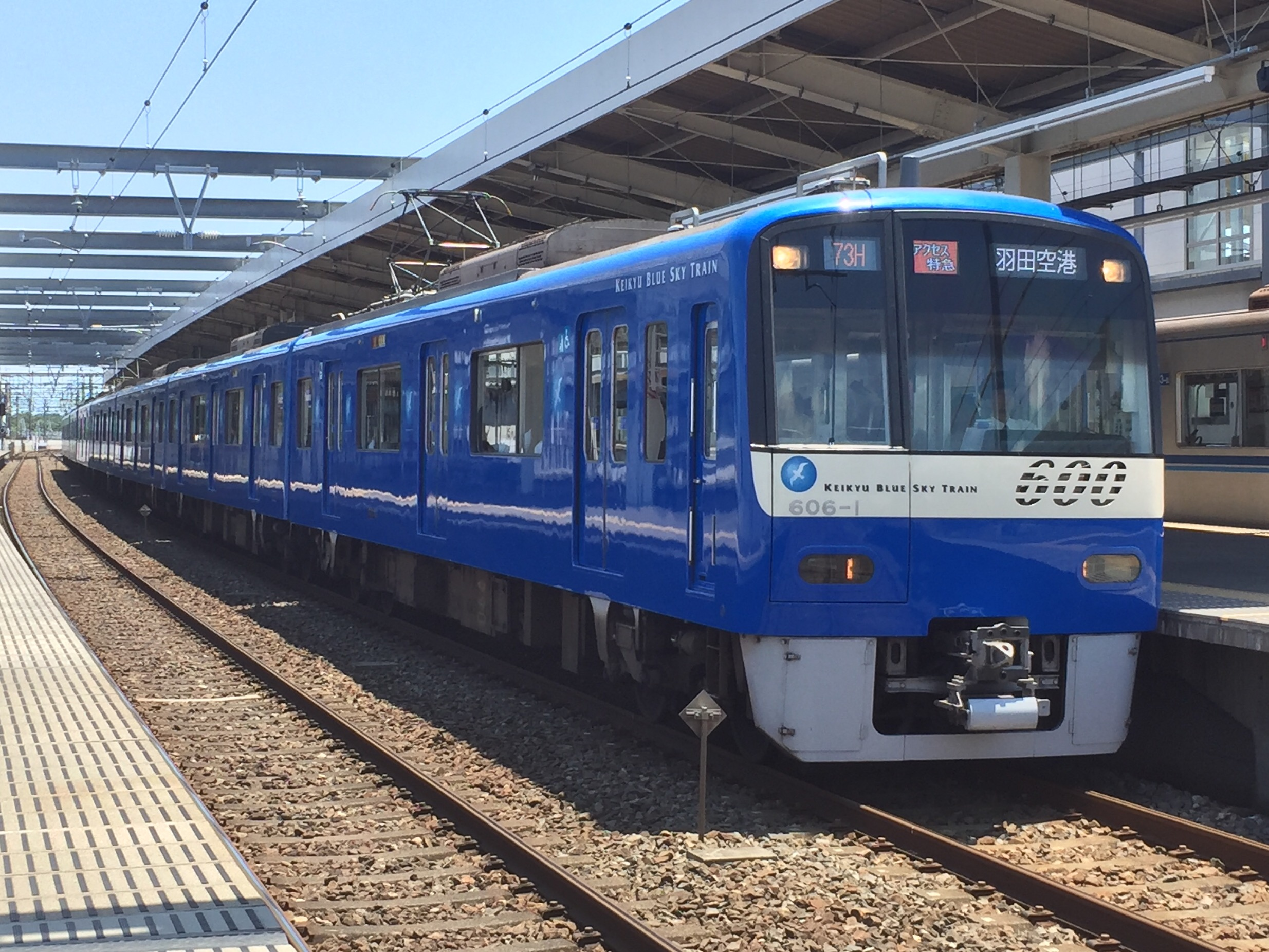
Blue Sky Train
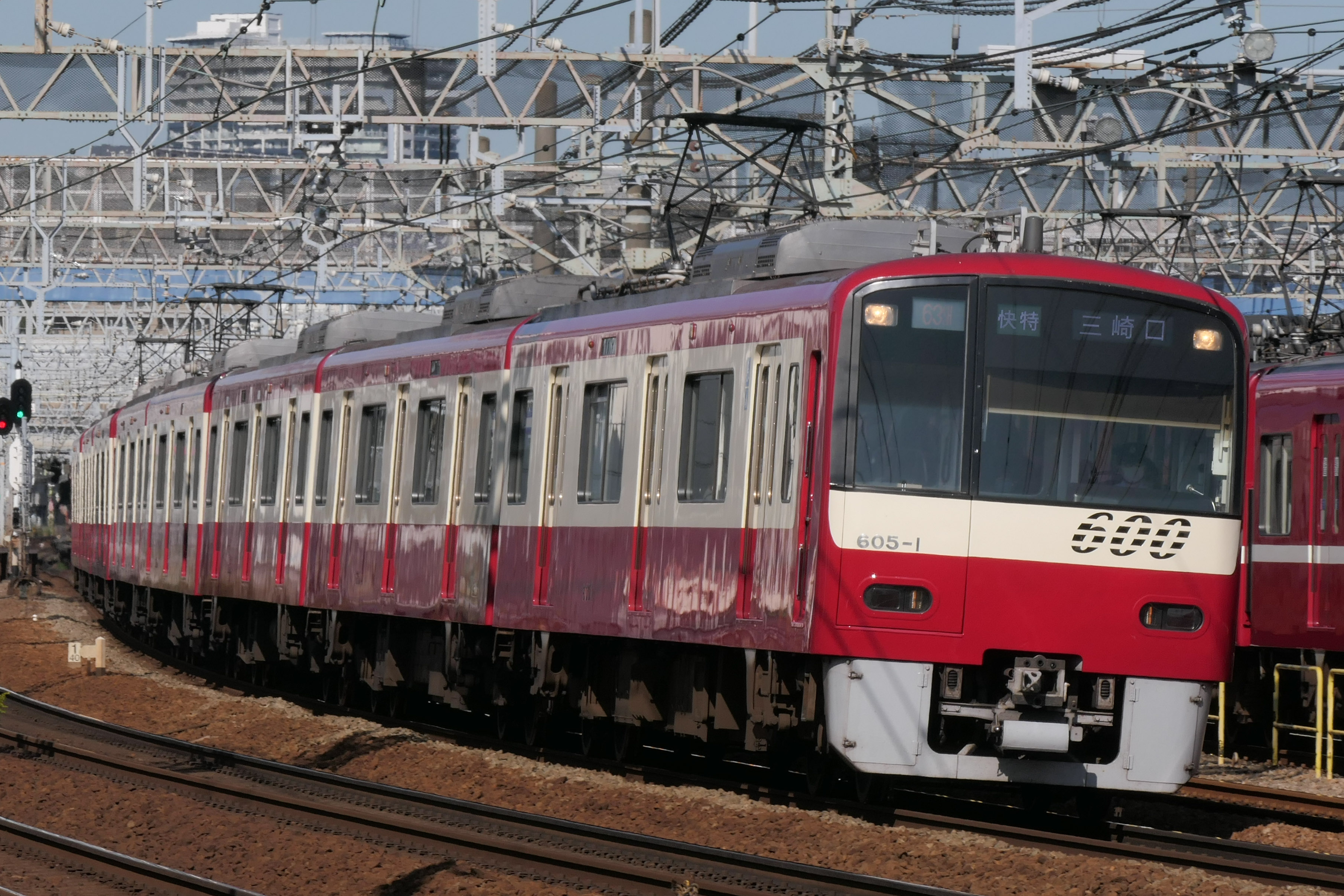
Rame 605F

### Intérieur

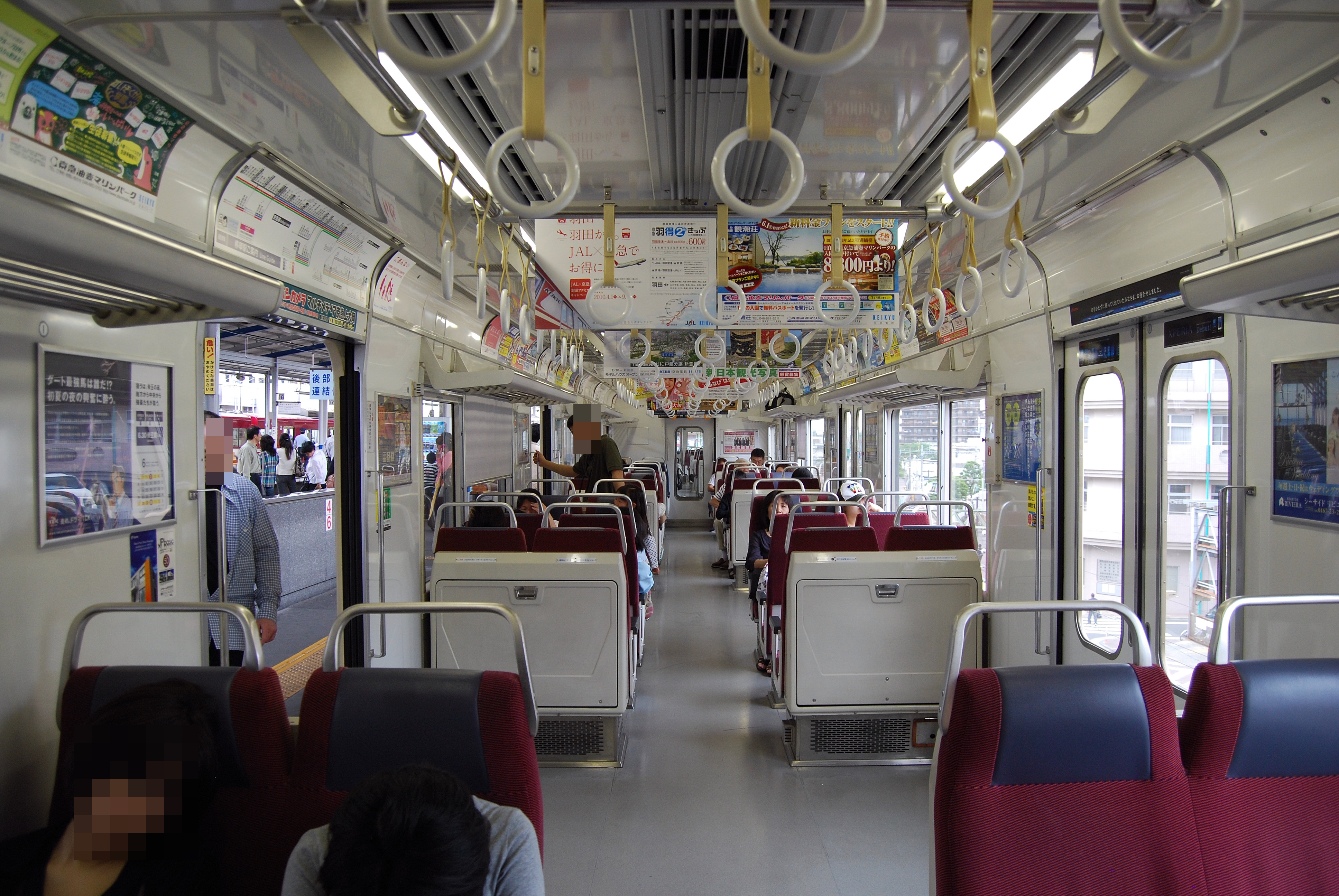
Intérieur non rénové de la série 600
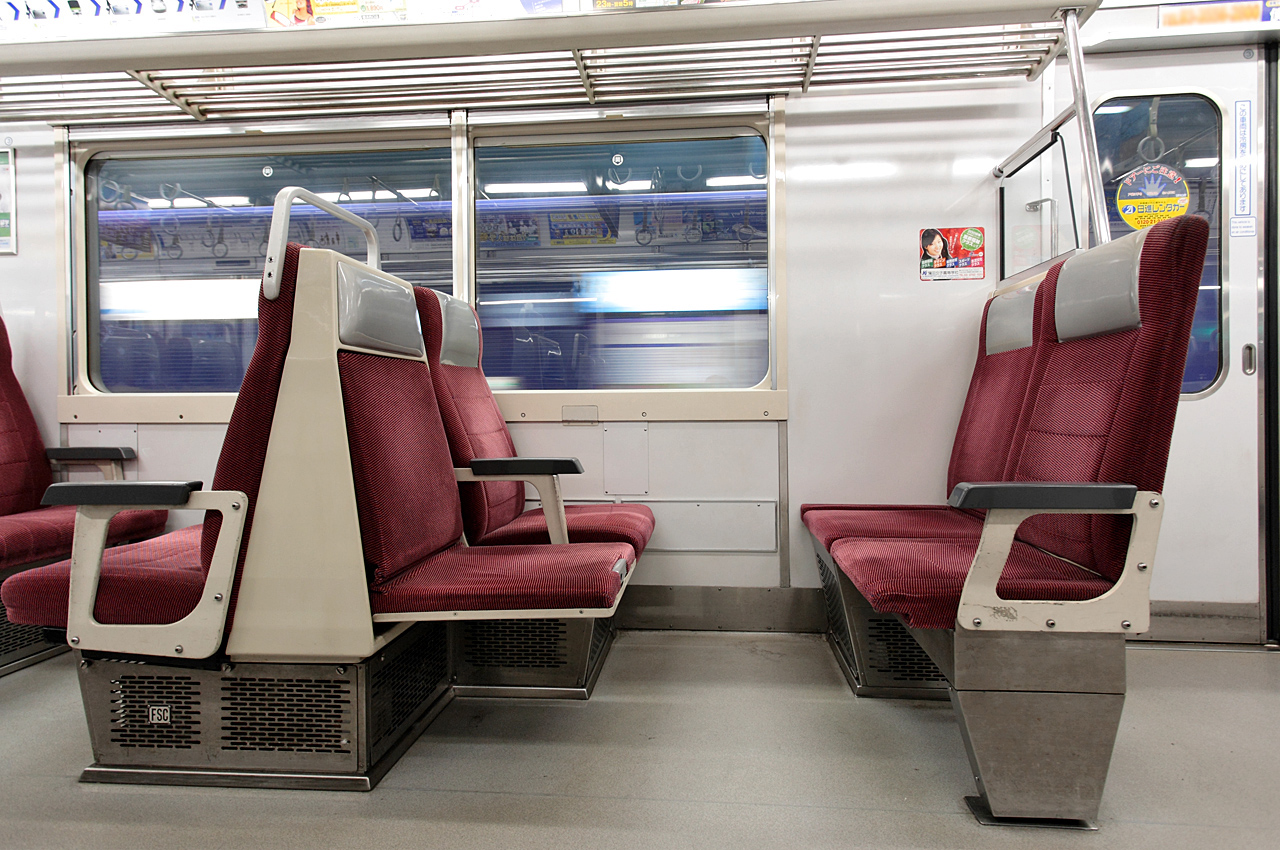
Sièges transversaux
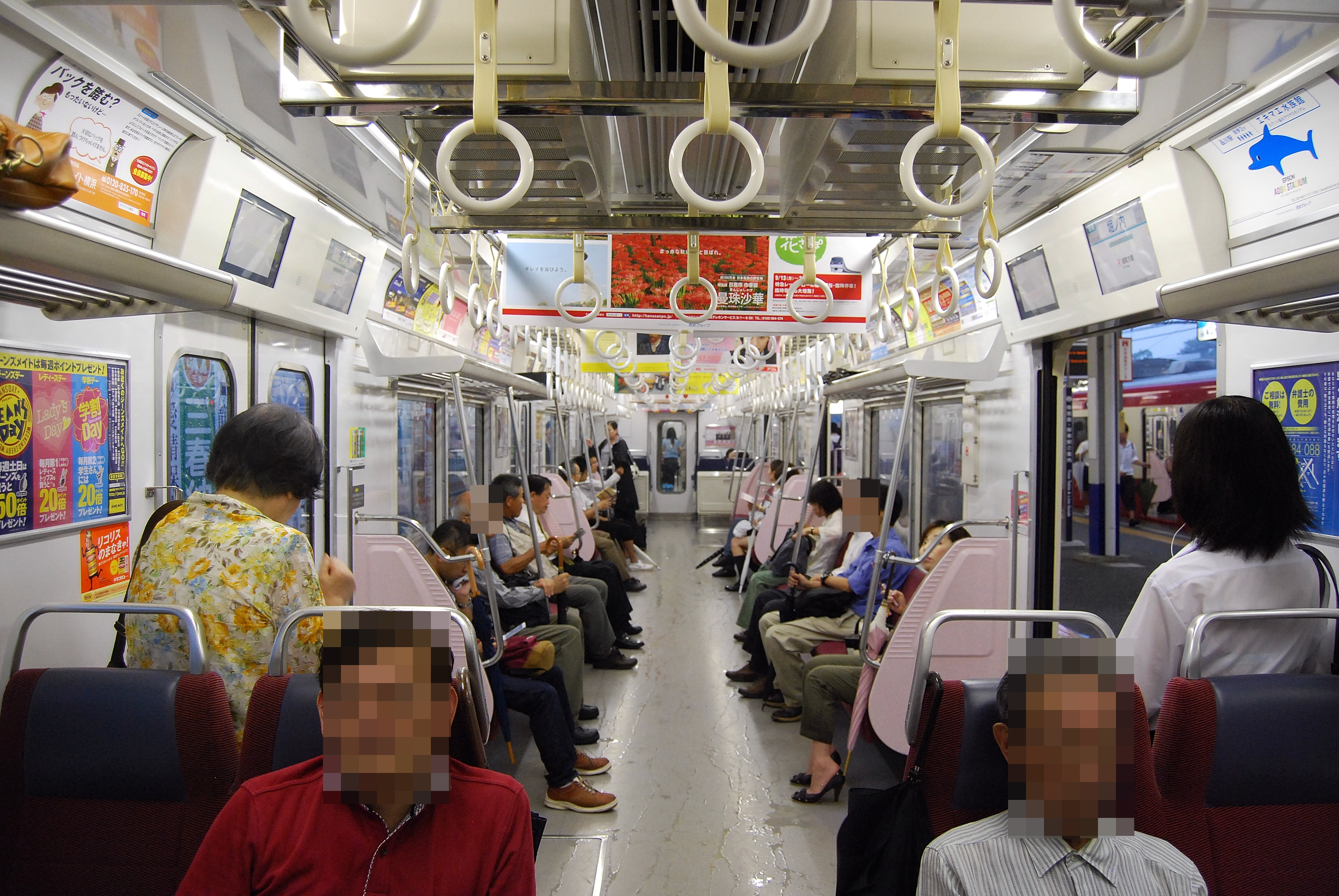
Intérieur rénové de la série 600